# شورای ملی ایرانیان آمریکا
شورای ملی ایرانیان آمریکا که به اختصار نایاک نامیده می‌شود (به انگلیسی: National Iranian-American Council (NIAC))، یک سازمان غیردولتی غیرانتفاعی ۵۰۱(سی)۳، مستقر در واشینگتن، دی.سی. در آمریکا است.مدیریت این شورا را پیشتر تریتا پارسی برعهده داشته‌است و اکنون جمال عبدی بر عهده دارد.

## پیش‌زمینه
نایاک در سال ۲۰۰۲ توسط تریتا پارسی، بابک طالبی و فرزین ایلیچ برای ترویج مشارکت مدنی ایرانی آمریکاییان پایه‌گذاری شد. نایاک از عدم جنگ با ایران دفاع می‌کند و از توافق هسته ای ایران پشتیبانی کرده‌است. نشریه دهیل (The Hill) کنگره کار نایاک در حمایت از توافق هسته ای ایران را یکی از «پیروزی‌های بزرگ لابیگری در سال ۲۰۱۵» خواند.

### تحریم‌ها
نایاک در یک گزارش نتیجه گرفت تحریم‌های آمریکا بر ایران در بین سال‌های ۱۹۹۵ تا ۲۰۱۲، بین ۱۳۵ تا ۱۷۵ میلیارد دلار درآمد از دست رفته در سال به اقتصاد آمریکا زیان وارد کرده‌است. پس از پیاده‌سازی توافق هسته ای و سبک شدن تحریم‌های ثانویه آمریکا بر ایران، این سازمان کارایی تحریم گسترده اقتصادی آمریکا بر تجارت با ایران را زیر سؤال برد.

### لابیگری برای دانشجویان ایرانی در آمریکا
نایاک به نیابت از دانشجویان ایرانی در آمریکا فعالیت کرده‌است. نایاک کارزاری را برای سیاست ویزای یک بار ورود آمریکا برای دانشجویان ایرانی رهبری کرد، تا دانشجویان ایرانی بتوانند ویزای کثیرالورود دریافت کنند. دولت اوباما در سال ۲۰۱۱ این سیاست را اجرا کرد.

### تلاش برای حفظ اشیای باستانی ایران
نایاک با تلاش‌ها برای مصادره اشیای باستانی ایران در دانشگاه شیکاگو، موزه فیلد شیکاگو، دانشگاه هاروارد، و موزه هنرهای زیبای بوستون در چارچوب شکایات مطروحه علیه حکومت ایران مخالفت کرد. نایاک بین سال‌های ۲۰۰۶–۲۰۱۸, در رسانه‌ها، دادگاه‌ها، کنگره و کاخ سفید علیه تملک لوح‌های تخت جمشید مبارزه کرد.
این تلاش‌ها شامل حمایت از متمم‌های قانونی برای جلوگیری از تملک اشیای باستانی ایران، فراخواندن مستقیم کاخ سفید به مداخله برای حفاظت از لوح‌های تخت جمشید، و ارسال نامه‌هایی به دادگاه‌ها به نیابت از جامعه ایرانی آمریکایی برای تضمین حفاظت از میراث این جامعه بود.

## جنجال لابی‌گری

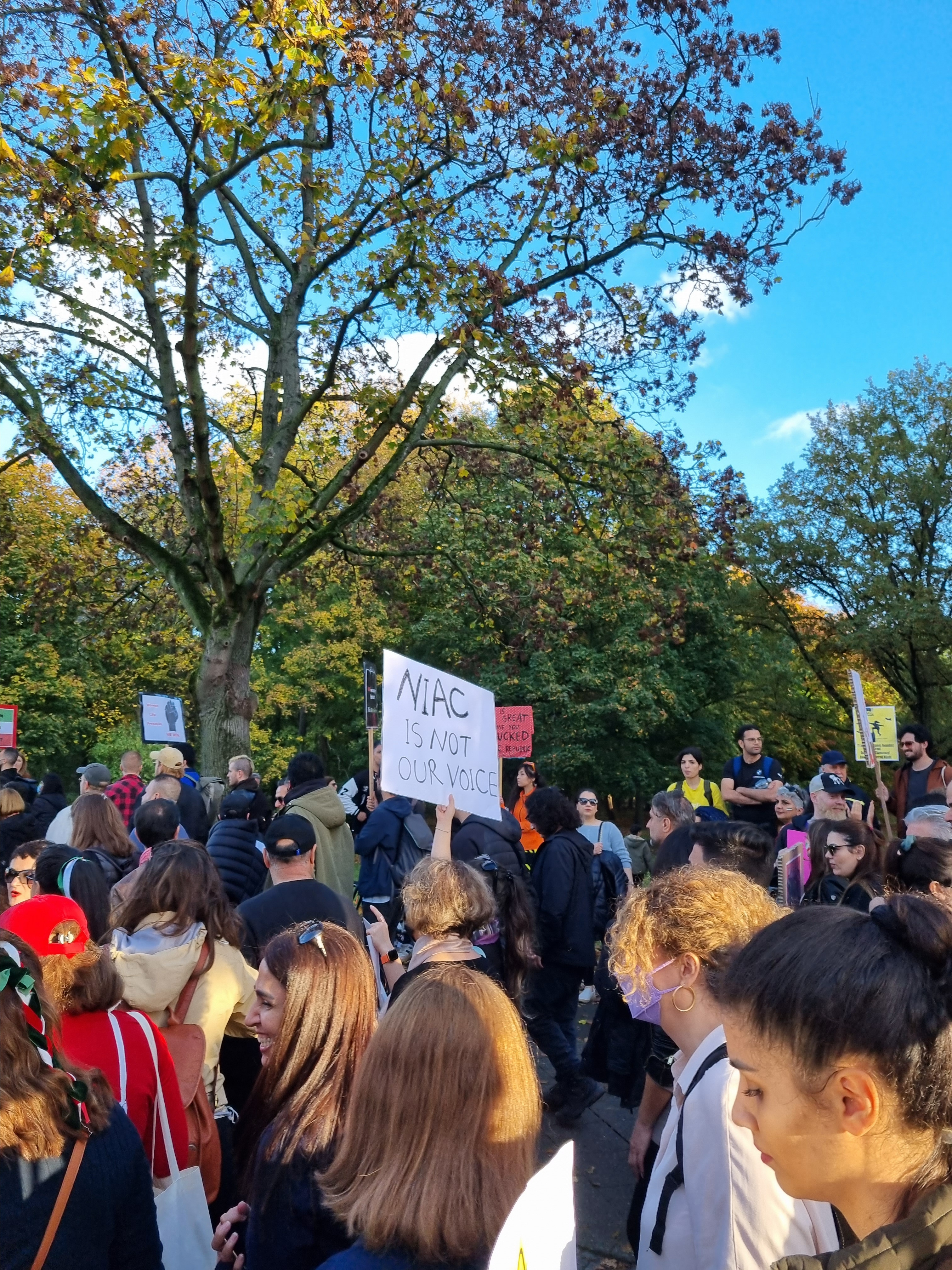
پلاکاردی در تظاهرات حمایت از ایران در برلین که روی آن نوشته‌است: «نایاک صدای ما نیست»

در سال ۲۰۰۷ حسن داعی الاسلام، فعال سیاسی ایرانی-آمریکایی در آریزونا، به صورت علنی اعلام کرد که نایاک به لابی گری به نمایندگی از جمهوری اسلامی ایران مشغول است. در پاسخ، نایاک در سال ۲۰۰۸ از او به دلیل افتراء شکایت کرد. در نتیجهٔ طرح این دعوی، دادگاه به داعی امکان داد برای دفاع از خود از نایاک اکتشاف (Discovery) یا مطالبه اسناد بکند، بسیاری از اسناد داخلی تأسیس نایاک و ارتباطات پارسی با مقامات ایرانی و آمریکایی، از جمله انبوه ایمیل‌های او با جواد ظریف، نماینده وقت ایران در سازمان ملل متحد، آشکار شدند. الی لیک خبرنگار امنیت ملی در روزنامهٔ واشینگتن تایمز اظهار داشت: «سؤالها در مورد اینکه آیا سازمان با استفاده از نفوذ خود برای لابی گری به نفع سیاست ایران در نقض قانون فدرال مشغول است بیشتر می‌شوند». این مقاله در ادامه ذکر کرد که «دو وکیل که برخی از اسناد را دیده‌اند گفتند شواهد کافی وجود ندارد که بتوان نتیجه گرفت تریتا پارسی در حال فعالیت به عنوان یک مأمور خارجی بوده‌است.»
در سپتامبر ۲۰۱۲، جان بیتس، یکی از قاضی‌های فدرال ناحیه‌ای آمریکا اتهام افتراء را وارد ندانست و اظهار داشت «پارسی و نایاک نتوانسته‌اند شواهد کافی در خصوص قصد سوء واقعی را نشان دهند، این که داعی الاسلام با آگاهی از دروغ بودن اتهاماتی که وارد کرده عمل کرده، یا در خصوص درستی آنها بی‌توجهی کرده.» در سال ۲۰۱۳، قاضی نایاک را محکوم به پرداخت $۱۸۳٬۴۸۰٫۰۹ به علاوه سود آن کرد تا بخشی از هزینه‌های دادگاه داعی الاسلام را جبران کند. قاضی بیتس بر این نکته تأکید کرد که کارهای رئیس نایاک «با این عقیده که او در اصل مدافع و وکیل رژیم جمهوری اسلامی بوده‌است ناسازگار نبود». قاضی به این نتیجه رسید که این منطقی است که بتوان ادعا کرد که نایاک به نمایندگی از رژیم جمهوری اسلامی در آمریکا لابی‌گری می‌کند. نایاک نسبت به این حکم درخواست تجدیدنظر کرد. در فوریه ۲۰۱۵، تصمیمی از سوی دادگاه استیناف حوزه ناحیه کلمبیای ایالات متحده «حکم کرد که نایاک به دستورهای متعدد دادگاه بی‌توجهی کرده و به‌طور نامناسب ارسال اسناد به داعی الاسلام را در جریان بخش اکتشاف دادرسی به تعویق انداخته و حتی برخی اسناد را نگه داشته‌است. در جریان محاکمه، نایاک اظهارات ضد و نقیضی در خصوص سیستم رایانه‌ای و ضبط خود داشته و آنگاه از آن ادعاها که بعدتر رد شده، به منظور کش دادن پروسه اکتشاف به مدت چند سال استفاده کرده‌است.» قاضی در خصوص انگیزه‌های ممکن نایاک گفت «با توجه به ناکامی شاکیان در توضیح عدم ارائه بسیاری از اسناد مرتبط، نمی‌توانیم نتیجه بگیریم واضح است باور به این که شاکیان با سو نیت فعالیت کرده‌اند غلط باشد»
ستونی از ایلای لیک منتشر شده در بلومبرگ ویو در سال ۲۰۱۵ اظهار داشت ایمیل‌ها نشان دهنده همکاری بین پارسی و محمدجواد ظریف سفیر وقت ایران در سازمان ملل و بعدتر وزیر امور خارجه ایران است. وبگاه نایاک تأیید کرد که «پارسی پس از مصاحبه با ظریف در مواقع متعدد برای کتابش با ظریف رابطه ای برقرار کرد.» این وبگاه اظهار داشت پارسی به خواست نمایندگان کنگره آمریکا برای دیدار با ظریف آنها را معرفی می‌کرد.

### فشرده گزارش فوریه ۲۰۱۵ دادگاه ایالات متحده
آوریل سال ۲۰۰۸ نایاک شکایتی را به دادگاه استیناف ناحیه کلمبیای ایالات متحده تسلیم کرد مبنی بر این‌که حسن داعی‌الاسلام از طریق وبلاگ‌ها و تبلیغات گسترده، این شورا و به‌طور ویژه ریاست آن تریتا پارسی را به لابی‌گری نظام اسلامی ایران در ایالات متحده متهم کرده‌است و به حیثیت این شورا و پشتیبانی مردمی آن آسیب رسانده‌است. حسن داعی‌الاسلام مدیر سایتی به نام Iranianlobby.com و فوروم ایرانی آمریکایی iranian-americans.com می‌باشد. پرونده در دست دادگاه ناحیه‌ای و دادگاه استیناف ناحیه کلمبیا تحت بررسی بود. دادگاه درخواست داعی‌الاسلام مبنی بر حکم مردود بودن شکایت را رد کرد اما از نایاک برای تأیید خصمانه بودن تبلیغات داعی‌الاسلام علیه نایاک شواهد قابل تأیید خواست که فراهم شد. سپس داعی‌الاسلام با پرداخت هزینه درخواست حکم، خواستار حکم بازرسی کامپیوترهای نایاک برای یافتن تاریخچه نامه‌ها، پرونده‌ها، جلسات و شواهدی شد که این لابی‌گری را تأیید کنند.
طی جریان این بازرسی نایاک سه بار از دستور دادگاه مبنی بر بازرسی کامپیوترهای داخلی و خارجی کارمندانش و سرور این سازمان که توسط شرکت دیگری نگهداری می‌شد سرپیچی کرد و اطلاعات کاملی را ارائه نکرد و اظهاریه‌های ضد و نقیضی را در خصوص سیستم کامپیوتری داخلی ارائه کرد. برخی مدارکی که نایاک از ارائه آنها سرپیچی کرد نامه‌نگاری‌ها در تاریخچه مایکروسافت اوت‌لوک بودند. سرور جدید نایاک سال ۲۰۰۹ راه اندازی شده بود و داعی‌الاسلام مدعی شده بود که مدارک اصلی در سرور قدیمی هستند که ارائه نشده.
در فرایند بازرسی اسناد نایاک داعی‌الاسلام مدارکی را از تاریخچه آن طور که گفته شده‌است از سال ۱۹۹۹ ارائه کرد مربوط به یک سری سوالات متداول که از گروهی به نام ایرانیان برای همکاری بین‌المللی (IIC) جمع‌آوری شده بودند که تریتا پارسی پیش از نایاک با آن گروه همکاری داشته‌است. در نسخه اصلی این مدارک IIC با عنوان یک گروه لابی («lobby») معرفی شده بود. در نسخه دومی از همان مدارک که آخرین بار در سال ۲۰۰۹ ویرایش شده بودند واژه لابی با «advocacy» یا مدافعه جایگزین شده بود. تریتا پارسی از این تغییر واژه اظهار بی‌اطلاعی کرد. دادگاه تشخیص داد که «این مدارک برای اثبات اینکه این فایل توسط خواهان‌ها (نایاک) به‌طور عمد دستکاری شده باشد کافی نیست» اما به عنوان شاهدی با اولویت بیشتر قبول شد و هزینه‌های داعی‌الاسلام برای درخواست حکم مربوط به او برگردانده شد.
جریان بازرسی به دلیل عدم همکاری نایاک با دادگاه به مدت چند سال به تأخیر افتاد و نهایتاً نایاک به خاطر سرپیچی مکرر از دستور دادگاه، عدم توجه به کارمزد وکلای دادگستری و مطابق ماده ۳۷ قوانین فدرال آئین دادرسی مدنی ایالات متحده مبنی بر افزایش هزینه‌های طرف مقابل دعوی بواسطه عدم همکاری در بازرسی مدارک جریمه شد تا بخشی از هزینه‌های داعی‌الاسلام برای درخواست‌های مکرر حکم بازرسی از محل جریمه‌های نایاک به او برگردانده شود از جمله هزینه احضاریه اشخاص سوم مرتبط با نامه‌نگاری‌های مربوط به نایاک یا آی‌آی‌سی که به دلیل عدم همکاری نایاک بود.
نایاک با استدلال‌های متعددی اعتراض کرد. یکی از استدلال‌ها این بود که در بین اطلاعاتی که ارائه نشده فهرست کسانی که از نایاک حمایت کرده‌اند وجود داشت که به ۴۳ هزار عضو می‌رسید که به ادعای نایاک نگران فاش شدن این اطلاعات و انتشار آنها در رسانه‌ها بودند. نایاک در ابتدا فقط پرونده‌های ۹ هزار عضو را ارائه کرده بود. این استدلال نیز رد شد چون حکم آغازین دادگاه حفاظتی بوده‌است و نایاک می‌توانست به جای سرپیچی از دستور دادگاه برای بررسی اطلاعات از شخص سوم کمک بگیرد. نهایتاً با توجه به شواهد موجود اینکه تریتا پارسی مدارکی را از عمد دستکاری کرده باشد ثابت نشد اما دادگاه اعلام کرد که نمی‌تواند سرپیچی تریتا پارسی برای بار دوم و سوم از دستور دادگاه که موجب هزینه‌های متعدد برای داعی‌الاسلام شدند را نادیده بگیرد.

## رابطه نایاک و جمهوری اسلامی
نایاک از دیرباز با شایعات و اتهاماتی از سوی کنشگران نومحافظه‌کار و سازمان‌های ایرانی رقیب مبنی بر این که آلت دست حکومت اسلامگرای ایران است و قواعد حاکم بر لابیگری را دور زده مواجه بوده‌است. رهبران این سازمان هرگونه تخلف را انکار می‌کنند و حتی یک بار از یکی از اتهام‌زنندگان شکایت کردند؛ نایاک در آن شکایت به خاطر عدم احراز شرایط قانونی افترا شکست خورد و برایشان پرهزینه تمام شد را باختند.
در سال ۲۰۱۷، هوشنگ امیراحمدی، مدیر مرکز مطالعات خاورمیانه دانشگاه راتگرز آمریکا در مصاحبه‌ای با حسین دهباشی ادعا کرد که جواد ظریف در تأسیس نایاک نقش داشته‌است که این ادعا بعداً توسط جواد ظریف رد شد.
در ۲۶ می ۲۰۱۹ طوفانی توییتری توسط ایرانیان با هشتگ «نایاک برای ملاها لابی می‌کند» (NIACLobbies4Mullahs) ایجاد شد. ایرانیان آمریکا با بیش از ۲۵۰ هزار توییت اعلام کردند که گروه نایاک در آمریکا برای نظام جمهوری اسلامی لابی می‌کند و نماینده آنها نیست. این هشتگ توانست ترند اول بسیاری از کشورها شود.
در ژوئیه ۲۰۱۹ گروهی از ایرانیان مقیم آمریکای شمالی علیه فعالیت‌های نایاک در برابر ساختمان آن در واشینگتن گردهمایی اعتراضی برگزار کردند. آنها معتقد بودند نایاک صدای ایرانیان مقیم آمریکا نیست و نماینده جمهوری اسلامی است.

## تحقیقات کنگره آمریکا علیه نایاک
در ژانویه ۲۰۲۰، سه سناتور جمهوری‌خواه تد کروز، تام کاتن و مایک بران از ویلیام بار، دادستان کل آمریکا خواستند تا در مورد نقض بالقوه قوانین آمریکا توسط گروه نایاک تحقیق کنند. آنها معتقد بودند که گروه نایاک اگرچه ظاهراً برای بهبود درک متقابل مردم ایران و آمریکا تشکیل شده‌است، اما در واقع به نظر می‌رسد که در حال لابی‌کردن و انتشار پروپاگاندای نظام ایران در آمریکا است. آنها معتقد بودند هرچند که نایاک ادعا می‌کند در حال تلاش برای پیشبرد اولویت‌های جامعه ایرانی در آمریکا است اما این تنها نقابی است بر یک رشته رفتار خطرناک. این سه سناتور معتقد بودند که نایاک و گروه همزاد آن «نایاک اکشن» ممکن است قانون موسوم به «ثبت به عنوان عامل خارجی» را نقض کرده باشند. این قانون برای نظارت و کنترل تأثیرات خارجی بر سیاست داخلی آمریکا است.